# 徐大堡核电站
徐大堡核电站位于辽宁省葫芦岛市兴城徐大堡镇，距葫芦岛市46公里。规划建设6台百万千瓦级压水反应堆，主要為了振興東北老工業基地計畫，取代老舊火力發電廠群以減低污染和電費。
由中国核工业集团公司、大唐国际发电股份有限公司、国家开发投资公司、浙江省能源集团有限公司、和江苏省国信资产管理集团有限公司分别按50%、20%、10%、10%、10%的比例共同出资成立中核辽宁核电有限公司建造。
2018年6月8日，在中共中央总书记兼中国国家主席习近平和俄罗斯联邦总统弗拉基米尔·普京的共同见证下，中核集团与俄罗斯国家原子能集团在人民大会堂签署《徐大堡核电站框架合同》，建设两台VVER-1200型三代核电机组。2021年5月19日，中共中央总书记、中国国家主席习近平在北京通过视频连线，同俄罗斯总统普京共同见证两国核能合作项目田湾核电站和徐大堡核电站开工仪式。

## 反应堆数据
| 堆名            | 类型     | 净功率  | 总功率  | 开工日期      | 商业运行日期 | 注释 |
| --------------- | -------- | ------- | ------- | ------------- | ------------ | ---- |
| 第一期          |          |         |         |               |              |      |
| 徐大堡 1 (规划) | AP1000   |         | 1000 MW |               |              |      |
| 徐大堡2 (规划)  | AP1000   |         | 1000 MW |               |              |      |
| 徐大堡3 (规划)  | VVER1200 | 1150 MW | 1200 MW | 2021年5月19日 |              |      |
| 徐大堡4 (规划)  | VVER1200 | 1150 MW | 1200 MW | 2021年5月19日 |              |      |